# Janetta Johnson
Janetta Louise Johnson (Baía de Tampa, 1964 ou 1965) é uma ativista norte-americana dos direitos transgêneros, e dos direitos humanos, abolicionista de encarceramento e mulher transgênero. Ela é a Diretora Executiva do TGI Justice Project. Ela foi cofundadora da organização sem fins lucrativos TAJA's Coalition em 2015. Junto com Honey Mahogany e Aria Sa'id, Johnson é cofundadora do The Transgender District, estabelecido em 2017.
O ativismo de Johnson se preocupa principalmente com os direitos e a segurança de pessoas transgênero e a inconformidade de gênero encarceradas e ex-encarceradas. Ela acredita que a abolição da polícia e do complexo industrial prisional ajudará a apoiar a segurança das pessoas transgênero e se identifica como uma abolicionista.

## Primeiros anos
Desde os dezessete ou dezoito anos, Janetta Johnson sabia que era uma mulher transgênero e que queria fazer a transição médica. Johnson assumiu-se como mulher transgênero na década de 1980.
Em 1997, Johnson mudou-se de sua cidade natal, Tampa, Flórida, para São Francisco para ser orientada pela Srta. Major Griffin-Gracy, uma ativista dos direitos dos transgêneros, abolicionista de encarceramento e ex-diretora do TGI Justice Project. Johnson descreve a Srta. Major como sua "mãe trans adotiva" porque a Srta. Major a orientou e apoiou extensivamente. Quando ela veio inicialmente para São Francisco, Johnson enfrentou a falta de moradia e ficou em um abrigo, mas ela ainda trabalhou de perto sob a liderança da Srta. Major. Durante os primeiros três anos após se mudar para São Francisco, a Srta. Major Griffin-Gracy ensinou Johnson sobre política e organização comunitária, e Johnson descreveu essa experiência como "transformadora". Ela disse que morar em São Francisco foi a primeira vez que viu mulheres transgênero "vivendo suas vidas autenticamente", o que foi outro motivo pelo qual ela decidiu se mudar para São Francisco.
Durante a Grande Recessão, Johnson começou a vender drogas para sobreviver, e também se envolveu em trabalho sexual. Devido a acusações de drogas, ela foi condenada a seis anos em uma prisão federal masculina, mas acabou sendo encarcerada por três anos e meio. Durante seu tempo, ela teve o atendimento de saúde transgênero negado e foi submetida a transfobia, misgendering, além de abusos sexual, físico e verbal. Ela se envolveu em um programa de libertação antecipada de nove meses enquanto estava encarcerada, o que encurtou sua sentença, e ela foi libertada em 21 de maio de 2012.
Enquanto Johnson estava encarcerada, ela começou a lutar pelos direitos das pessoas trans encarceradas e mudou seu ativismo para trabalhar principalmente em torno de questões relacionadas ao encarceramento de pessoas trans. Depois que Johnson foi libertada da prisão em 2012, ela continuou e intensificou seu envolvimento no ativismo pelos direitos dos transgêneros para mulheres transgênero encarceradas e indivíduos não conformes com o gênero. Em 2015, a Srta. Major Griffin-Gracy encerrou suas atividades do TGI Justice Project e Janetta Johnson foi contratada como a nova Diretora Executiva.

## Posições políticas

### Abolição do encarceramento
Johnson se identifica como abolicionista de várias maneiras, principalmente em termos de polícia e prisões. Janetta Johnson quer abolir a polícia — ou seja, a Polícia de São Francisco — e reinvestir esse dinheiro em moradia, ensino superior e assistência médica para a comunidade. Como uma mulher anteriormente encarcerada, Johnson também é contra os sistemas de encarceramento em massa e quer abolir as prisões. Em vez de usar o complexo industrial-prisional para responder ao crime, ela defende o uso da justiça restaurativa. Ela insiste especialmente na abolição dos sistemas de encarceramento de São Francisco e é citada em um comício de 2018 pedindo o fechamento da prisão de São Francisco no Hall da Justiça, dizendo: "São Francisco fala sobre ser criativo e inovador e um líder em todas essas coisas. Bem, [fechar as prisões] é uma das coisas mais importantes e incríveis que podemos fazer. Precisamos de alternativas às prisões e cadeias."
Por meio de projetos de lei e políticas, Johnson diz que está trabalhando para reduzir idealmente o complexo industrial prisional em 65%.

### Justiça econômica
Janetta Johnson acredita na obtenção de justiça econômica para indivíduos transgêneros e inconformes com o gênero. Ela acredita que, para isso, "[pessoas transgênero] precisam ter [seus] próprios negócios, [elas] precisam ter [suas] próprias casas". Uma das maneiras pelas quais ela está trabalhando em prol da justiça econômica para pessoas transgênero é por meio da criação do Distrito Transgênero, já que um de seus objetivos é "empoderar economicamente a comunidade transgênero por meio da propriedade de casas, empresas, sítios históricos e culturais e espaços comunitários seguros", e possui uma Iniciativa de Desenvolvimento Econômico e da Força de Trabalho que ajuda pessoas transgênero a encontrar oportunidades de emprego. Ela também trabalha em prol da justiça econômica contratando pessoas transgênero e de gênero por inconformidade que já estiveram presas no TGI Justice Project para que obtenham experiência profissional e tenham renda.

## Carreira como ativista

### TGI Justice Project

#### Visão geral

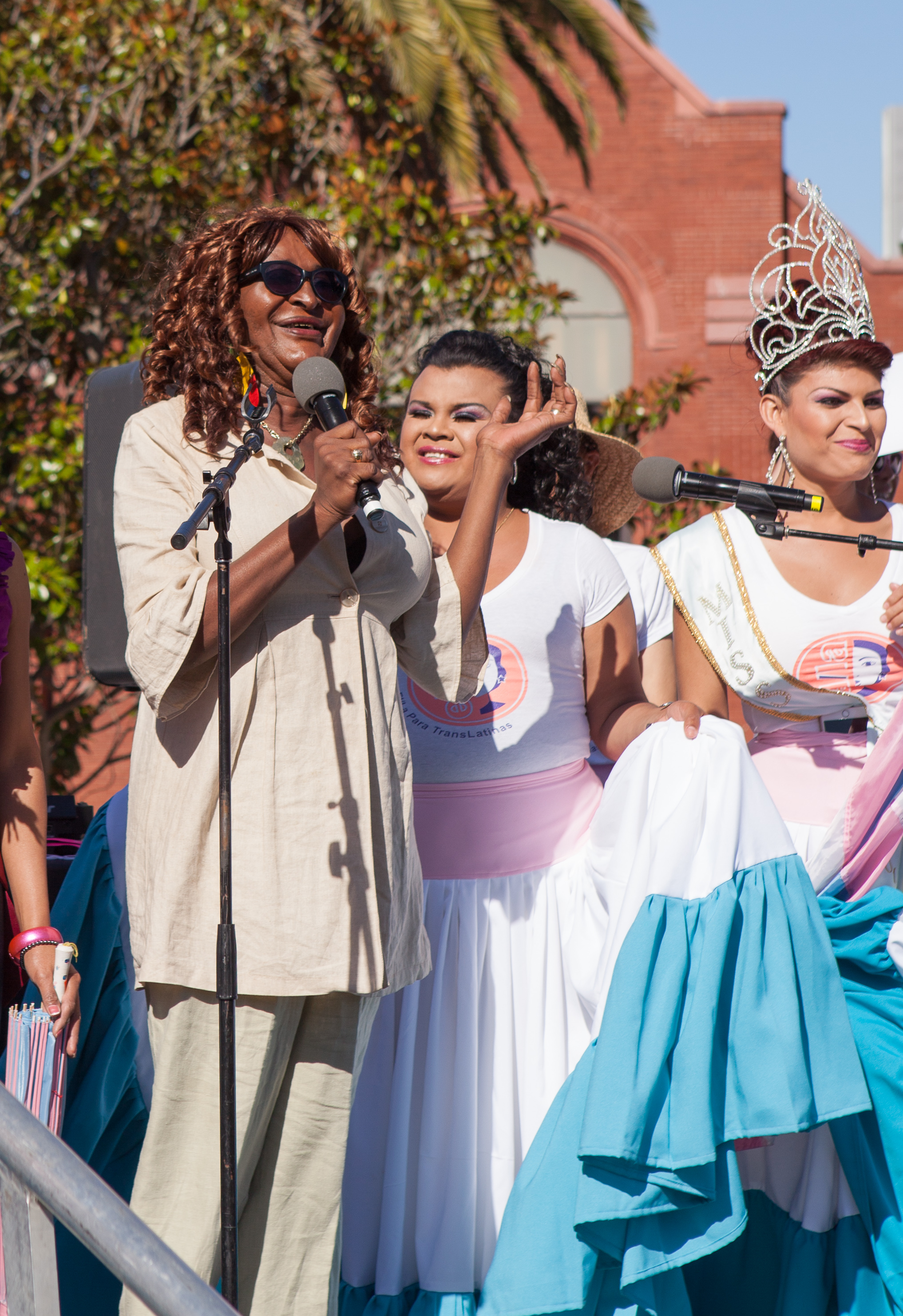
Janetta Johnson, como Diretora Executiva do TGI Justice Project, acompanhada por membros da El/La TransLatinas, fala no palco da Trans March de São Francisco de 2016

Fundado em 2004, o Transgender, Gender-Variant & Intersex Justice Project ou TGI Justice Project foi inicialmente estabelecido para fornecer serviços jurídicos a indivíduos transgêneros e indivíduos com variantes de gênero encarcerados ou ex-encarcerados. Contemporaneamente, a organização sem fins lucrativos se descreve como "um grupo de pessoas transgênero, com variantes de gênero e intersexo — dentro e fora de prisões, cadeias e centros de detenção — criando uma família unida na luta pela sobrevivência e liberdade". Eles se concentram em muitas facetas das questões transgênero, como leis e políticas, direitos humanos, encarceramento, violência policial, racismo, pobreza e pressões e estigmas sociais. A organização segue crenças abolicionistas de prisões/polícias e está trabalhando para abolir as prisões e a polícia. Eles também trabalham para apoiar a liderança trans negra, colocando pessoas trans negras em funções de liderança na organização, ajudando os membros da comunidade a reingressar na sociedade após o encarceramento e apoiando indivíduos transgêneros e não conformes com o gênero na navegação pela lei e pela política legal. O TGI Justice Project é uma das primeiras e únicas organizações a ser liderada por mulheres trans negras anteriormente encarceradas. A Srta. Major Griffin-Gracy foi a Diretora Executiva de 2005 a 2015.
Enquanto encarcerada de 2009 a 2012, Johnson serviu como o contato de referência para o TGI Justice Project. A Srta. Major manteve comunicação regular com Johnson enquanto estava encarcerado e disse a ela que, assim que fosse libertada da prisão, queria que Johnson fosse o próximo Diretor Executivo do TGI Justice Project. Em 2015, a Srta. Major encerrou suas atividades no cargo e Johnson se tornou a Diretora Executiva do TGI Justice. Como o TGI Justice Project não tem fundos suficientes para contratar mais funcionários, Johnson, como Diretor Executivo, faz a maior parte do trabalho na organização sem fins lucrativos.
Durante o período em que trabalhou no TGI Justice Project, Johnson criou o programa Black Girlz Rulez, um encontro nacional de mulheres negras trans que cultiva a comunidade e usa a interseccionalidade para abordar questões que afetam mulheres negras trans.

#### Programa de reabilitação social
Johnson iniciou o programa de reabilitação do TGI Justice Project que ajuda pessoas transgênero e com inconformidade de gênero a reinserir-se na sociedade imediatamente após serem libertadas da prisão, a fim de prevenir a reincidência. Enquanto estava presa, ela conheceu muitas mulheres transgênero que disseram ter sido presas várias vezes devido à falta de apoio durante sua reinserção na sociedade. Johnson foi inspirada a criar o programa de reinserção. Johnson é citada dizendo: "[Depois que fui presa] decidi, vou criar um programa para que mulheres trans negras não caiam nas rachaduras." Agora Johnson dirige o programa de reinserção para evitar que mulheres trans negras "caiam nas rachaduras."
O programa de reabilitação do TGI Justice Project visa apoiar pessoas transgênero e com variantes de género a reinserir-se na sociedade a partir da prisão, através do fornecimento de alojamento, alimentação, dinheiro e acesso a serviços de saúde mental e física durante sessenta a noventa dias após a sua data de libertação. Johnson trabalha com membros da comunidade para organizar a recolha de pessoas recentemente libertadas das suas antigas instalações de prisão e o seu transporte para alojamentos temporários em hotéis ou motéis. O programa também paga aos membros atuais um salário de pelo menos 25 dólares por hora para apoiar financeiramente o seu restabelecimento na sociedade, uma vez que Johnson afirma que "a reabilitação deve vir com um salário". Johnson observa que encontrar alojamento para o programa de reinserção e para pessoas trans em geral tornou-se mais difícil durante a pandemia da COVID-19.

#### Impacto da COVID-19
Johnson observou que a pandemia da COVID-19 apresentou desafios únicos para pessoas transgênero, dizendo que "qualquer tipo de doença ou estigma está sempre associado a pessoas trans". Por causa disso, Janetta Johnson fez com que o TGI Justice Project colocasse um foco maior no gerenciamento de casos de crise e no atendimento comunitário geral para pessoas transgênero durante a pandemia da COVID-19. Uma das principais maneiras pelas quais ela faz isso é por meio do apoio à moradia, que se tornou uma questão ainda mais proeminente durante a pandemia. Johnson afirma que ver pessoas sem-teto montando acampamentos perto de sua residência a inspirou a ter empatia e criar iniciativas de moradia. Durante a pandemia, Johnson diz que passou muitos dias procurando hotéis que alugassem quartos para pessoas transgênero, já que muitos se recusariam a alugá-los ou aumentariam o preço do aluguel assim que descobrissem que o possível ocupante era transgênero. Em junho de 2020, a organização abrigava trinta indivíduos trans e não conformes com o gênero. O TGI Justice Project também conta com voluntários que levam refeições e mantimentos às pessoas que alojam em hotéis e alimentos e produtos de higiene às pessoas trans sem abrigo que vivem nas ruas.
Johnson observou que houve um aumento nas doações ao TGI Justice Project após a revolta sobre o assassinato de George Floyd que ocorreu durante a pandemia de COVID-19.

### TAJA's Coalition
Janetta Johnson foi cofundadora da organização sem fins lucrativos TAJA's Coalition em fevereiro de 2015. organização foi formada em resposta ao assassinato de Taja Gabrielle de Jesus, uma mulher trans negra que residia em São Francisco. A TAJA's Coalition visa criar segurança para mulheres trans e indivíduos não conformes com o gênero, aumentando seu acesso à educação e à moradia.

### The Transgender District

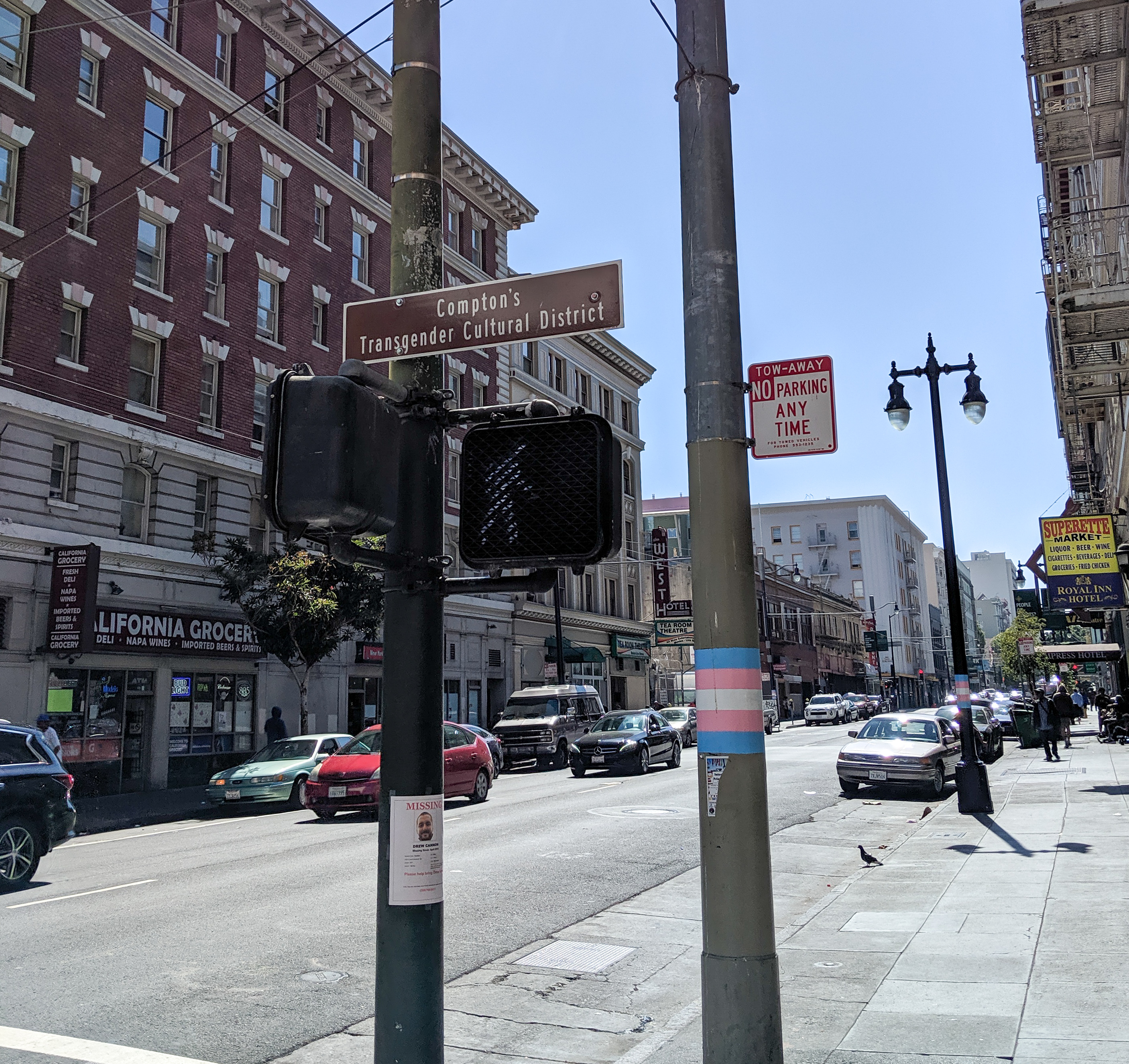
Uma placa diz "Distrito Cultural Transgênero de Compton" no cruzamento das ruas Eddy e Mason, em Tenderloin, São Francisco. Postes ao fundo são pintados com as cores azul, rosa e branco da Bandeira do Orgulho Transgênero.

Em 2017, Janetta Johnson cofundou o primeiro distrito cultural transgênero legalmente reconhecido do mundo, o The Transgender District, em Tenderloin, São Francisco, com Honey Mahogany e Aria Sa'id, duas outras mulheres trans negras. Das três cofundadoras, Aria Sa'id é a única pessoa que permanece na equipe do The Transgender District até hoje. A organização abrange seis quarteirões no sudeste de Tenderloin, São Francisco, e cruza a Market Street para incluir dois quarteirões da Sixth Street. Ele contém vários locais historicamente significativos, como o antigo local da Compton's Cafeteria e o Compton's Cafeteria Riot na esquina da Turk Street e Taylor Street. Turk Street e Taylor Street foram renomeadas pelo Distrito como "Compton's Cafeteria Way" e "Vikki Mar Lane", respectivamente.
Johnson e os outros fundadores do distrito foram inspirados a criar o The Transgender District depois que uma empresa de desenvolvimento imobiliário chamada Group i anunciou planos para erguer um novo edifício residencial e hotel na parte leste do Tenderloin, gentrificando a área. Brian Basinger, o Diretor Executivo da Q Foundation, uma organização sem fins lucrativos que se concentra em pessoas sem-teto vivendo com HIV/AIDS no Tenderloin, apresentou uma declaração contra os planos do Group i. Basinger obteve apoio do St. James Infirmary, uma clínica de saúde para pessoas que fazem trabalho sexual, onde Aria Sa'id atuou como Diretora do Programa. Eles acumularam mais apoio de outros membros da comunidade e organizações, como Janetta Johnson com o TGI Justice Project. A declaração inicial de Basinger não foi bem-sucedida, e o Group i ainda queria prosseguir com seus planos de desenvolvimento, mas o Group i acabou fornecendo apoio financeiro para que pudessem estabelecer o The Transgender District.
O distrito foi originalmente chamado de Distrito Cultural Transgênero de Compton após o histórico motim da cafeteria Compton em agosto de 1966, uma das primeiras demonstrações de resistência transgênero nos Estados Unidos. O motim foi uma resposta ao assédio policial a indivíduos transgêneros e não-conformes com o gênero, particularmente mulheres transgênero. O travestismo era ilegal na época devido às leis anti-mascaramento, que foram a base para muita brutalidade policial e assédio a mulheres transgênero. Uma mulher trans entrevistada no documentário Screaming Queens: The Riot at Compton's Cafeteria poderia ser presa por ter os botões no lado "errado" (ou seja, o lado esquerdo da camisa, onde os botões tendem a ser colocados nas roupas femininas). Embora o motim não tenha sido documentado em jornais, o motim da cafeteria Compton foi "redescoberto" e popularizado por Susan Stryker em seu filme de 2015 , Screaming Queens: The Riot at Compton's Cafeteria, que levou à criação do The Transgender District.
O objetivo de The Transgender District é "criar um ambiente urbano que promova a rica história, cultura, legado e empoderamento das pessoas transgênero e suas raízes profundas no bairro de Tenderloin, no sudeste (...) e estabilizar e empoderar economicamente a comunidade transgênero por meio da propriedade de casas, empresas, locais históricos e culturais e espaços comunitários seguros." A principal esperança de Johnson para a organização é criar um "espaço seguro" para pessoas transgênero, e ela é citada dizendo "Acredito na criação de um espaço sem violência, discriminação e policiamento excessivo; e garantir que mulheres trans negras tenham oportunidades de propriedade e espaços culturais [onde] se sintam seguras."

### Atuação jurídica e política
Janetta Johnson trabalhou na campanha legislativa da Califórnia para aprovar o Projeto de Lei do Senado 310, comumente conhecido como Lei do Nome e Dignidade (Name and Dignity Act), que recebeu copatrocínio por meio do TGI Justice Projetc e aprovado com sucesso em outubro de 2017. É uma lei que permite que pessoas transgênero peticionem ao tribunal superior para mudar seu nome e marcador de gênero enquanto encarceradas na Califórnia, o que Johnson diz que torna a reentrada na sociedade mais fácil. Johnson é citada dizendo: "Uma pessoa que sai da prisão com documentos de identificação que realmente correspondem a quem ela é [em termos de nome e identidade de gênero] tem um impacto exponencial em sua capacidade de acessar serviços vitais sem alguma da discriminação que vem com documentos de identificação que não correspondem à sua expressão de gênero."
Durante a pandemia, Johnson e o TGI Justice Project forneceram apoio jurídico a pessoas encarceradas em duas prisões locais da organização, a Prisão Estadual de Mule Creek e a Prisão Estadual de Kern Valley.
Johnson também foi membro da coalizão nacional do Transgender Law Center.